# 三宮真智子
三宮 真智子（さんのみや まちこ）は、日本の心理学者。教育学者。大阪府出身。
鳴門教育大学講師、助教授を経て、1998年から教授。兵庫教育大学大学院教授を併任。2009年より大阪大学にて大学院人間科学研究科教授。専門は認知心理学、教育心理学、教育工学。

## 学歴・学位
- 1978年 大阪大学人間科学部　卒業
- 1980年 大阪大学大学院人間科学研究科　修士課程修了
- 1983年 大阪大学大学院人間科学研究科　博士課程単位取得満期退学
- 1985年 大阪大学博士　学位取得

## 主な著書
- 心を育てるおやこえほん3歳（ミキハウス）
- 心を育てるおやこあそびのえほん1～5歳（ミキハウス）
- 心を育てるおやこえほん2歳（ミキハウス）
- 心を育てるおやこえほん1歳（ミキハウス）
- 心を育てるおやこえほん0歳（ミキハウス）
- 考える心のしくみ カナリア学園の物語（北大路書房）
- メタ認知 学習力を支える高次認知機能（北大路書房）